# Žďárský Potok
Žďárský Potok (dříve Brandseif nebo Brandzejf; německy Brandseifen) je vesnice, část obce Stará Ves v okrese Bruntál. Nachází se asi 1,5 km na severozápad od Staré Vsi, nad ústím Slatinného potoka do Podolského potoka.
Žďárský Potok je také název katastrálního území o rozloze 36,59 km2. Od roku 1995 je toto horská vesnice na seznamu vesnických památkových zón a je památkově chráněna.

## Název
Původní jméno vsi bylo Brandseif(en) (tj. Spálené rýžoviště) a označovalo pravděpodobně rýžoviště (potok, kde se rýžovalo zlato) na vypáleném, vyžďářeném místě. Není vyloučeno, že první složka Brand označovala osobní příjmení a jméno vsi by pak znamenalo Brandovo rýžoviště. Po druhé světové válce bylo jméno (v prvním významu) přeloženo do češtiny.

## Historie
První písemná zmínka o obci pochází z roku 1609.

## Vývoj počtu obyvatel
Počet obyvatel Žďárského Potoka podle sčítání nebo jiných úředních záznamů:
| Rok            | 1869 | 1880 | 1890 | 1900 | 1910 | 1921 | 1930 | 1950 | 1961 | 1970 | 1980 | 1991 | 2001 |
| -------------- | ---- | ---- | ---- | ---- | ---- | ---- | ---- | ---- | ---- | ---- | ---- | ---- | ---- |
| Počet obyvatel | 537  | 503  | 494  | 460  | 418  | 369  | 393  | 202  | 123  | 83   | 63   | 39   | 42   |

1. ↑  z toho: 4 Čechoslováci, 389 Němců; 390 řím. kat., 2 bez vyzn.

Ve Žďárském Potoce je evidováno 79 adres : 50 čísel popisných (trvalé objekty) a 29 čísel evidenčních (dočasné či rekreační objekty). Při sčítání lidu roku 2001 zde bylo napočteno 43 domů, z toho 14 trvale obydlených.

## Pamětihodnosti
- Venkovský dům čp. 53